# Rimae Janssen
Rimae Janssen – grupa rowów  na powierzchni Księżyca o średnicy około 114 km. Znajduje się wewnątrz krateru Janssen na współrzędnych selenograficznych ☾ 45,6°S 40,0°E/-45,600000 40,000000. Nazwa tego systemu kanałów została nadana w 1964 roku przez Międzynarodową Unię Astronomiczną i pochodzi od krateru Janssen.